# 大野権兵衛の塚

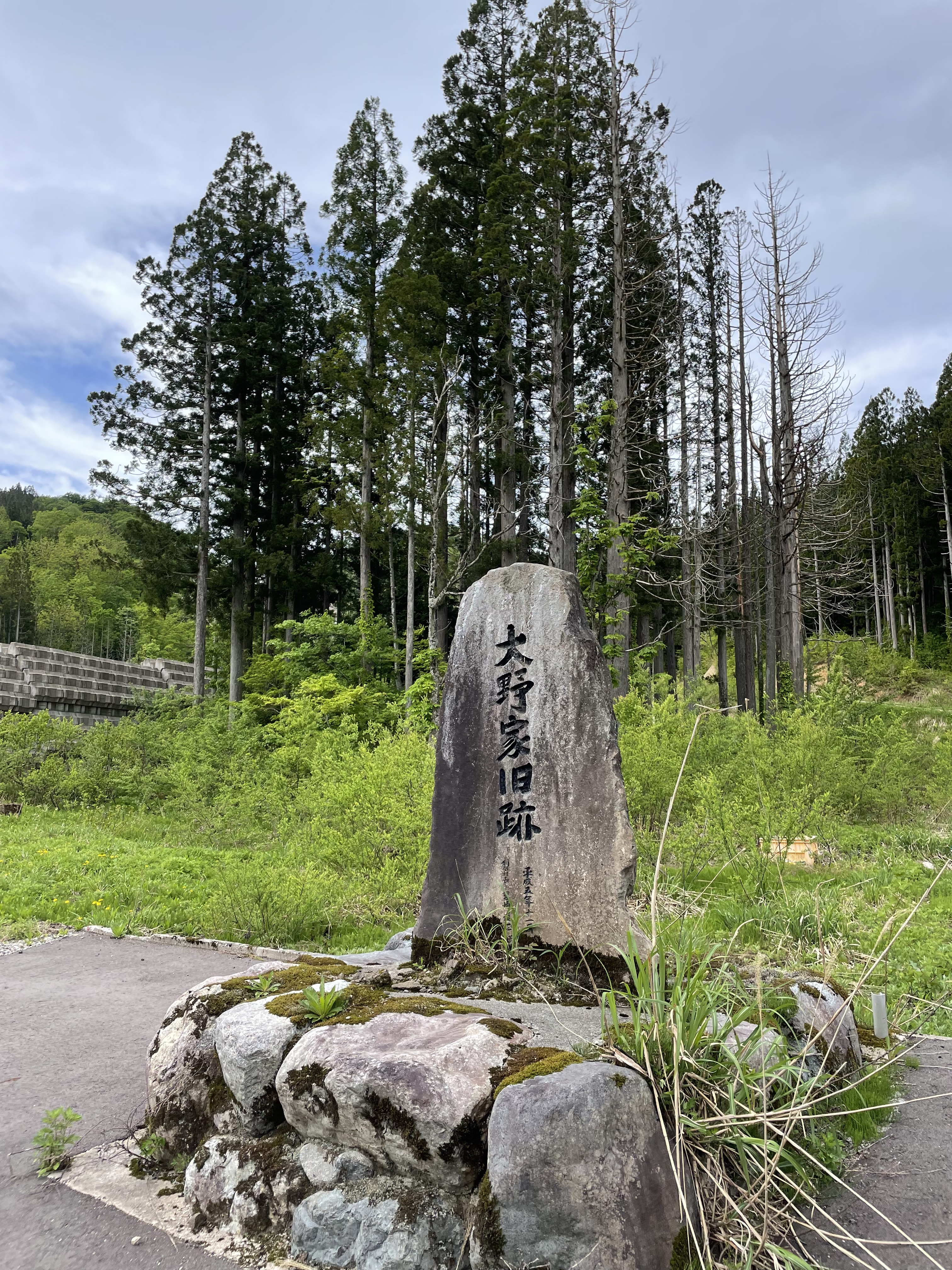
富山県南砺市上百瀬の大野家旧跡。大野権兵衛の塚は画像奥の林の中に位置する。

大野権兵衛の塚（おおのごんべえのつか）は、富山県南砺市利賀村上百瀬の中村集落にある史跡。
平家の落人である大野権兵衛の墓と伝えられる塚で、現在では南砺市指定の史跡とされている。

## 概要
大野権兵衛の塚は百瀬川の左岸、中村集落西側の山麓小丘（上百瀬字西山）に位置する。小丘は南北に細長く、頂部平坦面は南北14.5m、東西約6mの広さがあり、西縁を抉りこんだ約4m四方の平坦面に石塔がある。
大野権兵衛は平家の落武者と伝えられており、麦屋節や五箇山追分節で「大野の権兵衛さんは色こそ黒けど名代の男じゃ」と唄われている人物である。この塚は上記の大野権兵衛の墓と伝えられており、古くからこの塚を掘ろうとした者は祟られるとの伝承がある。
現在も、上百瀬中村集落には大野姓の家があるが、この地方の大野家は大野権兵衛の末裔であると伝えられている。なお、同じく中世の人間を始祖と称する利賀谷の家系としては、野原権守の後裔を称する野原家、野原権守に同行したというめったごろ（光田五郎）左衛門堀源内の後裔を称する光田堀家、斎藤弥左衛門の後裔を称する斎藤家、などが知られている。地元の言い伝えによると、石塔類はもともとは塚の小丘南端から移設されたものと伝えられているが、丘陵裾は既に削平されて痕跡は分からなくなっている。
後述するように五箇山の中世資料として貴重な存在と位置付けられており、昭和45年（1970年）8月31日に利賀村の文化財に指定され、現在は南砺市に引き継がれている。

## 中世の考古資料として
五箇山地域には古くから平家の落人伝承があるが、これを裏付ける考古資料は発見されておらず、主に南北朝時代以後の考古資料が多く発見されている。この頃の考古資料として著名なのが石塔類で、大野権兵衛塚以外にも大豆谷比丘尼屋敷跡の2基、北豆谷さわん堂跡の1基などが知られている。同時期には市指定文化財の池尻石塔群も井口地域（五箇山の北側山麓に位置する）に築かれており、この頃真言・天台密教の宗教的地盤が広まっていたことが背景にあると考えられる。
大野権兵衛塚の宝篋印塔は14世紀末ころ、その他の五輪塔は15世紀後半建造と見られ、いずれも地元産の凝灰岩製であることから現地で作成されたと考えられる。石塔は宝篋印塔の基礎が南北に2基並んでおり、北側基礎上には塔身と五輪塔空輪部が、南側基礎上には五輪塔基礎と五輪塔水輪の断片が、それぞれある。

## 史実での大野権兵衛
上述したように大野権兵衛は平家の落武者と伝えられるが、これを裏付ける考古資料は発見されておらず、むしろ大野権兵衛塚は南北朝時代以後の作成と推定されている。よって、伝承上の「平家の落人である大野権兵衛」と、「大野権兵衛塚」との関連については確証がないのが現状である。
五箇山上梨出身の郷土史家である高桑敬親は、大野権兵衛と大野権兵衛塚の来歴について二つの仮説を提唱している。高桑敬親によると、昭和13年（1938年）に大野権兵衛塚からつづらが盗まれるという事件が起き、この時押収された鎧には「卅一年」の銘と九曜星の紋があったという。前近代で「31年」がある年号は応永のみであり、九曜星の紋は石黒家のものであることから、高桑敬親はこれを南北朝時代の石黒重行のものと推定する。石黒重行は南朝の尹良親王に仕えた人物であり、高桑敬親は尹良親王と石黒重行がこの地方を訪れた際に、父の宗良親王を祀るために現在の大野権兵衛隊を築いたのではないかと推定している。
また、城端別院善徳寺所蔵文書の中に、次のような古文書が残されている。
文中の「筑州様」は筑前守を称した前田利常を指し、内容からして本願寺の東西分派後の善徳寺門徒の去就を問うた文書であると推定される。東本願寺の始祖である教如は織田信長への徹底抗戦を主張して各地を転戦した人物であり、天正10年（1582年）には一時的に五ヶ山を訪れたこともある。この時の縁から東西分派時に教如支持を鮮明にしたのが城端善徳寺や、利賀谷の坂上西勝寺であった。以上の経緯を踏まえ、高桑敬親は西勝寺の仲介を得て百瀬川に教如を案内したのが善徳寺門徒の大野権兵衛であり、これによって大野権兵衛の名が百瀬川に残ったのではないかと推定する。
このほかに、下出集落（旧平村）にも「大野殿」なる人物の伝承があり、下出集落には大野姓の家がある。越前国守護を務めた斯波家は応仁の乱と並行して家中の内紛が起き、朝倉氏に越前国の大部分を奪われて大野郡の山間部に入った。大野郡は白山山麓の一部で加賀国・越中国とのつながりがあり、斯波義敏派は加賀国の一向一揆に協力を仰いだとの記録もある。高桑敬親は、この事件が五箇山地方に大野姓が定着するに至った端緒であると示唆している。